# Этерен
Этере́н (фр. Heiteren) — коммуна на северо-востоке Франции в регионе Гранд-Эст (бывший Эльзас — Шампань — Арденны — Лотарингия), департамент Верхний Рейн, округ Кольмар — Рибовилле, кантон Энсисем. До марта 2015 года коммуна административно входила в состав упразднённого кантона Нёф-Бризак (округ Кольмар).
Площадь коммуны — 22,4 км², население — 871 человек (2006) с выраженной тенденцией к росту: 999 человек (2012), плотность населения — 44,6 чел/км².

## Население
Численность населения коммуны в 2011 году составляла 972 человека, а в 2012 году — 999 человек.
| 1962 | 1968 | 1975 | 1982 | 1990 | 1999 | 2006 | 2008 | 2011 | 2012 |
| ---- | ---- | ---- | ---- | ---- | ---- | ---- | ---- | ---- | ---- |
| 553  | 529  | 578  | 574  | 541  | 785  | 871  | 896  | 972  | 999  |

Динамика населения:

## Экономика
В 2010 году из 632 человек трудоспособного возраста (от 15 до 64 лет) 488 были экономически активными, 144 — неактивными (показатель активности 77,2 %, в 1999 году — 79,0 %). Из 488 активных трудоспособных жителей работали 468 человек (254 мужчины и 214 женщин), 20 числились безработными (7 мужчин и 13 женщин). Среди 144 трудоспособных неактивных граждан 40 были учениками либо студентами, 47 — пенсионерами, а ещё 57 — были неактивны в силу других причин.
На протяжении 2011 года в коммуне числилось 396 облагаемых налогом домохозяйств, в которых проживало 963 человека. При этом медиана доходов составила 22542 евро на одного налогоплательщика.